# Russ Columbo

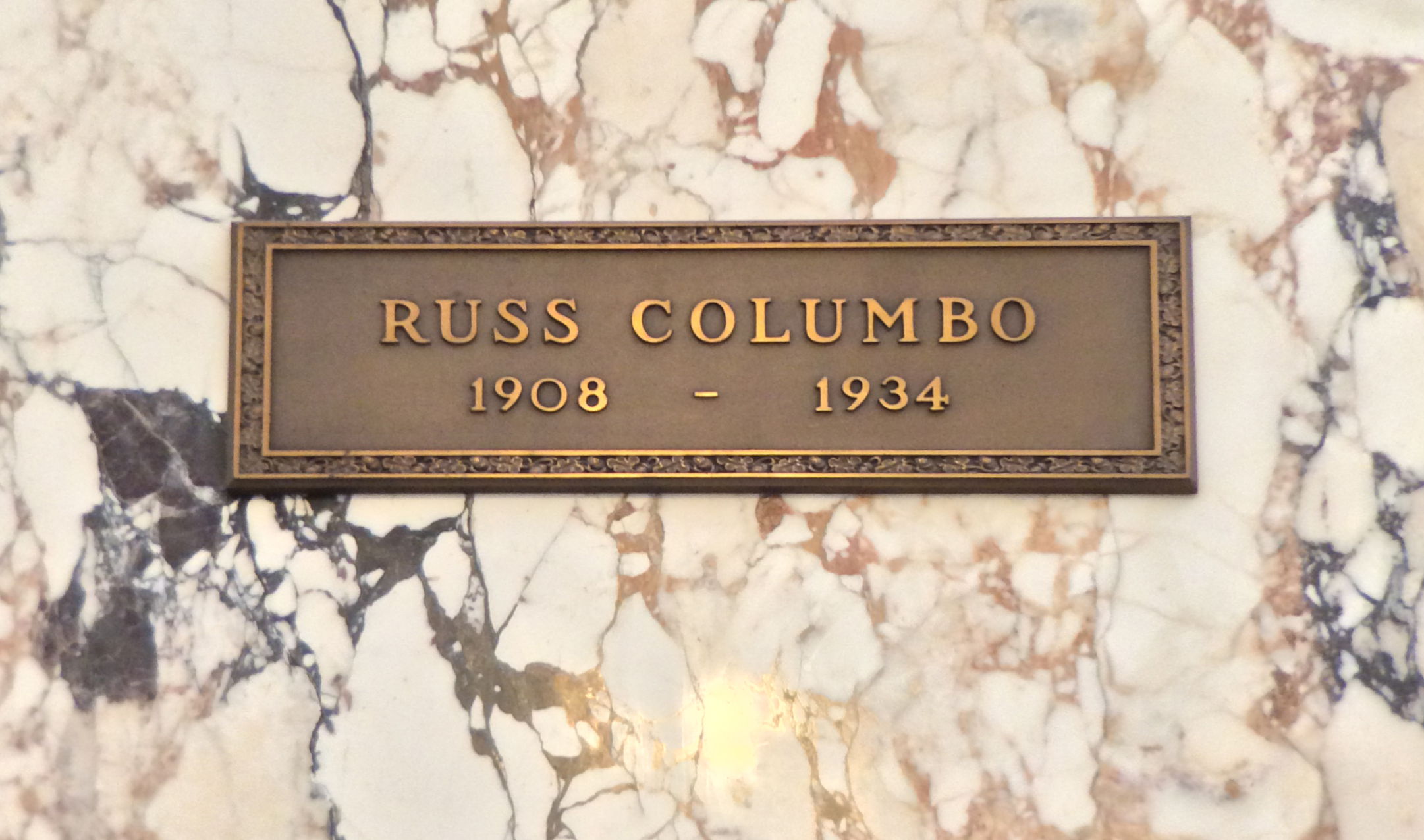

Russ Columbo (Camden, 1908. január 14. – Los Angeles, 1934. szeptember 2.) amerikai dalénekes, hegedűs, filmszínész. Híressé vált romantikus balladáiról, mint például a „You Call It Madness, But I Call It Love” című dalról, valamint saját szerzeményeiről: „Prisoner of Love” és „Too Beautiful for Words”.

## Pályakép
Ruggiero Colombo olasz bevándorló szülők tizenkettedik gyermekeként született. Az Everett Grammar Schoolban tanult. Meglehetősen fiatalon hegedülni kezdett, tizenhárom évesen évesen már fellépett. Tizenhatéves korában a család Los Angelesbe költözött, és Colombo járt a Belmont High Schoolba, de tizenhétévesen otthagyta a középiskolát, hogy hegedülni tanuljon Calmon Luvovski irányítása alatt. Aztán különböző zenekarokkal szerte az országban turnézott, éjszakai klubokban énekelt és hegedült. 1930-ban csatlakozott a The Rhythm Boys-hoz, ahol már Bing Crosby énekelt.
Columbo egy ideig egy éjszakai klubot, a Club Pyramidot vezette, de a menedzsere azt mondta, hogy van benne sztárpotenciál. 1931-ben New Yorkba utazott menedzserével, a dalszerzővel, Con Conraddal, aki Colombót egy esti rádiós műsorba tette be az NBC-nél. Ez elvezetett az RCA Victorral kötött szerződéshez és óriási népszerűséghez vezetett − a leginkább női rajongók körében.
New Yorkban érkezése után Columbo összetalálkozott Dorothy Dell színésznővel. Conrad minden tőle telhetőt megtett, hogy megszakítsa ezt a viszonyt egy sor a nyilvánosságra hozott sztori segítségével, amelyben Columbo olyan színésznőkkel fordult elő, mint például Greta Garbo és Pola Negri.
Azt az éneklést, amelyet olyanok népszerűsítettek, mint Columbo, Rudy Vallée és Bing Crosby. Ezt a rossz nyelvek csak kukorékolásnak nevezték. Columbo ugyan utálta ezt, de a nagyközönség meg se hallotta, mert az énekesek meleg, megnyugtató hangjukat romantikus dalokban kamatoztatták, és nem érdekelte őket a gyilkos gúny.
1935. körül Fats Waller,Tab Hunter, Frank Sinatra, Jo Stafford, Art Tatum, Perry Como, Teddy Wilson, Lena Horne, Billy Eckstine és James Brown nagyban hozzájárult a giccsízű „romantikázáshoz”.
1928-ban, húszévesen Columbo filmezni is kezdett. Már a filmsztárság felé tartott, amikor az élete hirtelen véget ért. 1934. szeptember 2-án, vasárnap Columbót különös körülmények között lőtte le régi barátja, Lansing Brown, fotós, amikor Columbo meglátogatta otthon. Brownnak gyűjteménye volt, és a két férfi különféle darabokat nézegetett. Egy párbajfegyver elsült.

## Filmek
- Russ Columbo az IMDb-n